# 梁家渡站
梁家渡站位于江西省南昌县向塘镇剑霞村，是一个沪昆线上的铁路车站，并设有联络线连接京九铁路。于1935年老站址于梁西村境内启用，因浙赣线复线改造取之车站搬至现址，目前为四等站，邮政编码为330201。
1934年浙赣铁路在勘察期间，抚河桥有梁家渡和武阳渡两个选址，后考虑地形因素最终选择梁家渡过江，并设梁家渡站。车站于1935年启用，当时站内设有3条股道。1950年车站建成至向塘西站的联络线，使得浙赣直通列车不再需要换向:39。2006年8月10日建成梁家渡至潭岗直通线特大桥，部分直通列车不再需要进入向塘。

## 事件
- 2003年9月17日早上9点零5分，南昌铁路局的一列货物列车在浙赣线温家圳至向塘区间运行时，在梁家渡脱轨，致使浙赣线一度中断[6]。
- 2008年，中国南方遭遇雪灾，梁家渡站为沪昆线列车运输受灾路段[7]。